# إنريكو كوكي
إنريكو كوكي (بالإيطالية: Enrico Cucchi)‏ لاعب كرة قدم إيطالي في مركز خط الوسط ( ولد يوم 2 أغسطس من العام 1965 سافونا / إيطاليا).

## روابط خارجية
- إنريكو كوكي على موقع قاعدة بيانات كرة القدم.إي يو (الإنجليزية)